# Eleições estaduais no Pará em 2022
As eleições estaduais no Pará em 2022 foram realizadas em 2 de outubro, como parte das eleições gerais do Brasil daquele ano. Os eleitores foram eleger um governador, vice-governador, um senador, 17 deputados para a Câmara dos Deputados e 41 deputados da Assembleia Legislativa. O processo eleitoral de 2022 está marcado pela sucessão para o cargo ocupado pelo atual governador Helder Barbalho, do MDB, que é elegível para um segundo mandato e concorreu à reeleição. Para a eleição ao Senado Federal, esteve em disputa a vaga ocupada por Paulo Rocha, do PT, que não iria disputar a reeleição, após anunciar sua aposentadoria política.
O governador e o vice-governador eleitos nesta eleição exercerão um mandato alguns dias mais longo. Isso ocorre devido a Emenda Constitucional n° 111, que alterou a Constituição e estipulou que o mandato dos governadores dos Estados e do Distrito Federal deverá ser iniciado em 06 de janeiro após a eleição. Entretanto, os candidatos eleitos nesta eleição assumem dia 1º de janeiro de 2023 e entregam o cargo no dia 06 de janeiro de 2027.
Pela primeira vez desde a redemocratização, a disputa para o governo do Pará foi definida em primeiro turno, com Helder Barbalho (MDB) sendo reeleito, se tornando também o Governador mais votado do Brasil. Além disso, Hana Ghassan, do mesmo partido, foi eleita vice-governadora, sendo a segunda mulher a ocupar o posto desde Valéria Pires Franco (do extinto PFL) em 2003, quando esta foi eleita junto com Simão Jatene (à época do PSDB). Também foi a segunda maior porcentagem numa eleição estadual no Pará desde a vitória de Alacid Nunes (UDN) em 1965. Para o senado, foi eleito Beto Faro (PT).

## Calendário eleitoral
| Calendário eleitoral      | Calendário eleitoral                                                                       |
| ------------------------- | ------------------------------------------------------------------------------------------ |
| 15 de maio                | Início do financiamento coletivo dos pré-candidatos                                        |
| 20 de julho a 5 de agosto | Convenções partidárias para a escolha dos candidatos e das coligações                      |
| 2 de outubro              | Primeiro turno das eleições                                                                |
| 7 a 28 de outubro         | Propaganda eleitoral gratuita no rádio e na televisão relativa a um eventual segundo turno |
| 30 de outubro             | Eventual segundo turno das eleições                                                        |
| até 19 de dezembro        | Diplomação dos eleitos pela Justiça Eleitoral                                              |

## Candidatos ao governo do estado do Pará

Estado do Pará

- Helder Barbalho (MDB) - Natural de Belém, nasceu em 1979 e é empresário e administrador. Já foi vereador de Ananindeua entre 2001 e 2002, Deputado Estadual entre 2003 e 2004, Prefeito de Ananindeua por dois mandatos entre 2005 e 2012, chegando a ser presidente da Federação das Associações dos Municípios do Estado do Pará (FAMEP) entre 2007 e 2014, Ministro da Pesca e Aquicultura em 2015, Ministro-chefe da Secretaria Nacional dos Portos entre 2015 e 2016, ambos pelo Governo Dilma Rousseff e Ministro da Integração Nacional entre 2016 e 2018 durante o Governo Michel Temer. Foi candidato ao governo do estado em 2014 e 2018, no último sendo eleito e se tornando Governador do Pará. Sua vice é Hana Ghassan, do mesmo partido, é Secretária Licenciada de Administração e Planejamento, além de já ter sido Secretária Municipal de Finanças de Belém entre 2017 e 2020 durante a gestão de Zenaldo Coutinho (PSDB) e Secretária Municipal de Saneamento e Infra-estrutura da Prefeitura Municipal de Ananindeua. A convenção ocorreu em 5 de agosto.[8]
- Zequinha Marinho (PL) - Natural de Araguacema, nasceu em 1959 e é pedagogo e técnico em contabilidade. Já foi Deputado Estadual entre 1997 e 2003, Deputado Federal entre 2003 e 2014, Vice-governador do Pará entre 2015 e 2018 e Senador desde 2019. Já passou pelos partidos PDT, PTB, PSC (2003-2005; 2006; 2009-2021) e PMDB. Sua vice é a odontóloga Rosiane Eguchi, do PSC. A convenção ocorreu em 20 de agosto.[9]
- Leonardo Marcony (Solidariedade) - Natural de Belém, é Major do Exército Brasileiro e presidente da Fundação Marcony. Seu vice é Nilo Noronha, do mesmo partido. A convenção ocorreu em 28 de julho.[10]
- Adolfo Neto (PSOL) - Natural de Belém, nasceu em 1985 e é Professor e presidente estadual do PSOL. Sua vice é a cabeleireira Vera Rodrigues, do mesmo partido. A convenção ocorreu em 3 de agosto.[11]
- Cleber Rabelo (PSTU) - Natural de Bacuri, nasceu em 1972 e é Operário da construção civil. Já foi vereador de Belém entre 2013 e 2016, sendo um dos únicos filiados ao PSTU a assumir tal cargo. Foi candidato ao governo do estado em 2010 e 2018, candidato a Deputado Estadual em 2014 e candidato a Prefeito de Belém em 2016 e 2020. Sua vice é a professora Benedita do Amaral, do mesmo partido. A convenção ocorreu em 26 de julho.[12]
- Sofia Couto (PMB) - É advogada e ex-coordenadora da Casa do Idoso de Belém entre 2019 e 2020 durante a gestão de Zenaldo Coutinho (PSDB). Foi candidata a vereadora de Belém em 2016 e 2020 e candidata deputada estadual em 2018, tendo passagens pelo PTC, PRB e PSL. A convenção ocorreu em 29 de julho.[13]
- Felipe Augusto (PRTB) - Natural de Xinguara, é médico cardiologista. Seu vice é Antônio Delgado, do mesmo partido. A convenção ocorreu em 5 de agosto.[14]
- Paulo Cezar (AGIR) - Natural de Belém, é engenheiro. Seu vice é o advogado Murilo Monteiro, do mesmo parido. A convenção ocorreu em 5 de agosto.

### Candidaturas confirmadas
As convenções partidárias iniciaram-se no dia 20 de julho, se estendendo até 5 de agosto. Os seguintes partidos políticos já confirmaram suas candidaturas. Os partidos políticos têm até 15 de agosto de 2022 para registrar formalmente os seus candidatos.
Nota: a tabela a seguir está organizada por ordem alfabética de candidatos, de acordo com o nome registrado na Justiça Eleitoral.
| Governador(a)                                         | Governador(a)                                         | Governador(a)                                         | Governador(a)                                         | Cargo político anterior ou profissão                  | Vice-Governador(a)                                    | Vice-Governador(a)                                    | Vice-Governador(a)                                    | Coligação/ Federação | Número eleitoral                                      | Tempo de horário eleitoral |
| Imagem                                                | Candidato                                             | Partido                                               | Partido                                               | Cargo político anterior ou profissão                  | Candidato                                             | Partido                                               | Partido                                               | Coligação/ Federação | Número eleitoral                                      | Tempo de horário eleitoral |
|                                                       | Adolfo Neto                                           |                                                       | PSOL                                                  | Professor                                             | Vera Rodrigues                                        |                                                       | PSOL                                                  | Fed. PSOL REDE | 50                                                    | 31s                        |
|                                                       | Cleber Rabelo                                         |                                                       | PSTU                                                  | Vereador de Belém (2013–2016)                         | Benedita do Amaral                                    |                                                       | PSTU                                                  | Nenhuma | 16                                                    | Não possui                 |
|                                                       | Felipe Augusto                                        |                                                       | PRTB                                                  | Cardiologista                                         | Fernando Dourado                                      |                                                       | PRTB                                                  | Nenhuma | 28                                                    | Não possui                 |
|                                                       | Helder Barbalho                                       |                                                       | MDB                                                   | Governador do Pará (2019–2026)                        | Hana Ghassan                                          |                                                       | MDB                                                   | Pra seguir em frente MDB, UNIÃO, FE Brasil (PT, PCdoB, PV), Fed. PSDB Cidadania, PDT, PP, PSB, PODE, Avante, PSD, Republicanos, PTB, DC | 15                                                    | 7min27s                    |
|                                                       | Leonardo Marcony                                      |                                                       | Solidariedade                                         | Major do Exército Brasileiro                          | Nilo Noronha                                          |                                                       | Solidariedade                                         | Nenhuma | 77                                                    | 38s                        |
|                                                       | Paulo Cezar                                           |                                                       | Agir                                                  | Engenheiro                                            | Murilo Monteiro                                       |                                                       | Agir                                                  | Nenhuma | 36                                                    | Não possui                 |
|                                                       | Sofia Couto                                           |                                                       | PMB                                                   | Coordenadora da Casa do Idoso de Belém (2019–2020)    | Luciano Bombeiro                                      |                                                       | PMB                                                   | Nenhuma | 35                                                    | Não possui                 |
|                                                       | Zequinha Marinho                                      |                                                       | PL                                                    | Senador pelo Pará (2019–atualmente)                   | Rosiane Eguchi                                        |                                                       | PSC                                                   | União do bem pelo Pará PL, PSC, Patriota                                                                                                | 22                                                    | 1min26s                    |
| Apresentação de acordo com a representação partidária | Apresentação de acordo com a representação partidária | Apresentação de acordo com a representação partidária | Apresentação de acordo com a representação partidária | Apresentação de acordo com a representação partidária | Apresentação de acordo com a representação partidária | Apresentação de acordo com a representação partidária | Apresentação de acordo com a representação partidária | Apresentação de acordo com a representação partidária                                                                                   | Apresentação de acordo com a representação partidária | Sobras: 0:02               |

### Desistências
- Willian Fonseca (PRTB) - Prefeito de Oriximiná (2021-2029).[30] Após a decisão do Ministério Público do Pará (MPPA) em manter Fonseca no cargo de Prefeito de Oriximiná, sua candidatura acabou sendo descartada. Além disso, o mesmo não renunciou ao cargo no tempo previsto.[31]
- José Nery (PSOL) - Senador pelo Pará (2007-2011). Chegou a ser cogitado como candidato ao governo, no entanto, o próprio irá disputar o cargo de deputado federal.[32]
- Sílvia Letícia (PSOL) - Professora. Após o partido decidir pela candidatura de Adolfo Neto ao governo, a então candidata optou por se lançar ao cargo de deputada estadual, criando um coletivo com seis nomes.[16]
- Fernando Carneiro (PSOL) - Vereador de Belém (2013-2025). Com a definição de Adolfo Neto como candidato ao governo do estado, a candidatura acabou sendo descartada.[16]
- Shirley Alves (PROS) - Professora. Em 18 de agosto, anunciou renúncia atendendo a uma decisão da executiva nacional do partido, uma vez que o comando do PROS foi devolvido a Eurípides Júnior em 5 de agosto, que decidiu pelo apoio ao candidato Luiz Inácio Lula da Silva (PT) e pela decisão de não ter candidatos majoritários. Shirley então, optou por se lançar candidata a deputada federal, ficando com uma vaga remanescente pelo TRE.[33] Sua candidatura já enfrentava resistência dentro do próprio partido com uma grande oposição, inclusive de Marcus Holanda, então presidente, chegando a ter sua pré-candidatura rejeitada em 30 de junho[34] e em seguida, se relançando ao cargo em 16 de julho.[35]

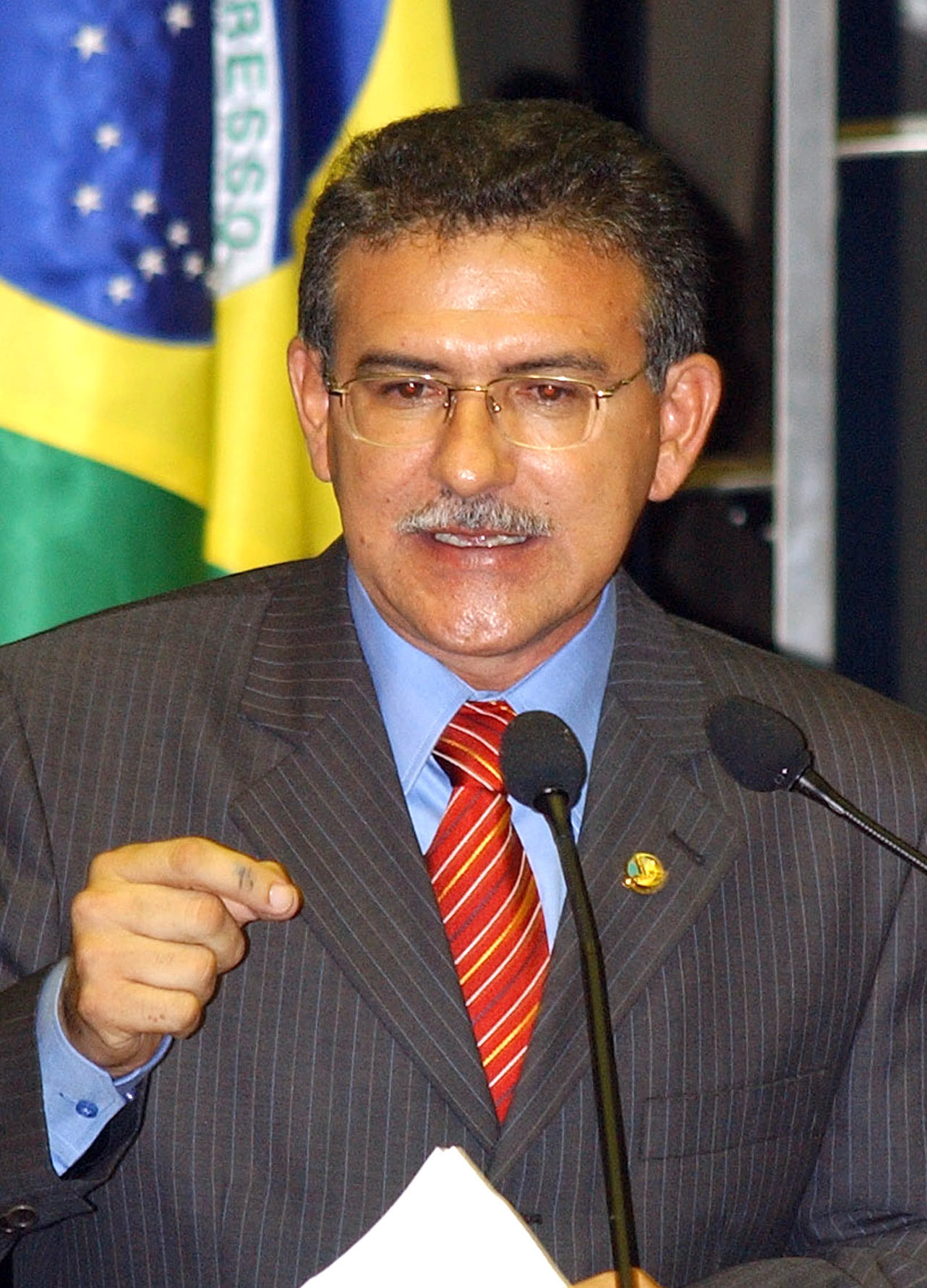
Senador pelo Pará José Nery (PSOL) (2007–2011)

## Candidatos ao Senado Federal
Os partidos políticos têm até 15 de agosto de 2022 para registrar formalmente os seus candidatos.

### Candidaturas confirmadas
Nota: a tabela a seguir está organizada por ordem alfabética de candidatos, de acordo com o nome registrado na Justiça Eleitoral.
| Senador(a)                                            | Senador(a)                                            | Senador(a)                                            | Senador(a)                                            | Cargo político anterior ou profissão                          | Suplentes                                             | Suplentes                                             | Suplentes                                             | Coligação/ Federação                                  | Número eleitoral                                      | Tempo de horário eleitoral |
| Imagem                                                | Candidato                                             | Partido                                               | Partido                                               | Cargo político anterior ou profissão                          | Candidatos                                            | Partido                                               | Partido                                               | Coligação/ Federação                                  | Número eleitoral                                      | Tempo de horário eleitoral |
|                                                       | Beto Faro                                             |                                                       | PT                                                    | Deputado federal pelo Pará (2007–2023)                        | 1º suplente: Josenir                                  |                                                       | PT                                                    | FE Brasil (PT, PCdoB, PV)                             | 131                                                   | 1min27s                    |
| 2ª suplente: Leny Campêlo                             | Beto Faro                                             |                                                       | PT                                                    | Deputado federal pelo Pará (2007–2023)                        | PCdoB                                                 |                                                       |                                                       | FE Brasil (PT, PCdoB, PV)                             | 131                                                   | 1min27s                    |
|                                                       | Elielton Lira                                         |                                                       | Avante                                                | Vereador de Santarém (2021–atualmente)                        | 1º suplente: Dr. Ronaldo Lopes                        |                                                       | Avante                                                | Nenhuma                                               | 700                                                   | 12s                        |
| 2º suplente: José Mira                                | Elielton Lira                                         |                                                       | Avante                                                | Vereador de Santarém (2021–atualmente)                        |                                                       |                                                       | Avante                                                | Nenhuma                                               | 700                                                   | 12s                        |
|                                                       | Flexa Ribeiro                                         |                                                       | PP                                                    | Senador pelo Pará (2005–2019)                                 | 1º suplente: Enric Lauriano                           |                                                       | PP                                                    | Nenhuma                                               | 111                                                   | 49s                        |
| 2º suplente: Leandro Raul                             | Flexa Ribeiro                                         |                                                       | PP                                                    | Senador pelo Pará (2005–2019)                                 |                                                       |                                                       | PP                                                    | Nenhuma                                               | 111                                                   | 49s                        |
|                                                       | Gideon Windsor Bush                                   |                                                       | Agir                                                  | Mediador voluntário no Tribunal Regional Federal da 1ª Região | 1º suplente: José Eduardo                             |                                                       | Agir                                                  | Nenhuma                                               | 360                                                   | Não possui                 |
| 2º suplente: Nilson Ronaldo                           | Gideon Windsor Bush                                   |                                                       | Agir                                                  | Mediador voluntário no Tribunal Regional Federal da 1ª Região |                                                       |                                                       | Agir                                                  | Nenhuma                                               | 360                                                   | Não possui                 |
|                                                       | Jardel Guimarães                                      |                                                       | PODE                                                  | Vereador de Santarém (2017–2020)                              | 1º suplente: Prof. Pietro Viana                       |                                                       | PODE                                                  | Nenhuma                                               | 190                                                   | 24s                        |
| 2º suplente: Coronel Affonso                          | Jardel Guimarães                                      |                                                       | PODE                                                  | Vereador de Santarém (2017–2020)                              |                                                       |                                                       | PODE                                                  | Nenhuma                                               | 190                                                   | 24s                        |
|                                                       | João Santiago                                         |                                                       | PSTU                                                  | Professor                                                     | 1º suplente: João Orlando                             |                                                       | PSTU                                                  | Nenhuma                                               | 160                                                   | Não possui                 |
| 2º suplente: João Tavares                             | João Santiago                                         |                                                       | PSTU                                                  | Professor                                                     |                                                       |                                                       | PSTU                                                  | Nenhuma                                               | 160                                                   | Não possui                 |
|                                                       | Manoel Pioneiro                                       |                                                       | PSDB                                                  | Prefeito de Ananindeua (1997–2004; 2013–2020)                 | 1º suplente: João Vicente                             |                                                       | PSDB                                                  | Fed. PSDB Cidadania                                   | 456                                                   | 48s                        |
| 2ª suplente: Teté Santos                              | Manoel Pioneiro                                       |                                                       | PSDB                                                  | Prefeito de Ananindeua (1997–2004; 2013–2020)                 |                                                       |                                                       | PSDB                                                  | Fed. PSDB Cidadania                                   | 456                                                   | 48s                        |
|                                                       | Márcio Sabbá                                          |                                                       | PMB                                                   | Servidor da Polícia Rodoviária Federal                        | 1º suplente: Dr. Giovanni Vielmond                    |                                                       | PMB                                                   | Nenhuma                                               | 355                                                   | Não possui                 |
| 2ª suplente: Zélia Pamplona                           | Márcio Sabbá                                          |                                                       | PMB                                                   | Servidor da Polícia Rodoviária Federal                        |                                                       |                                                       | PMB                                                   | Nenhuma                                               | 355                                                   | Não possui                 |
|                                                       | Mário Couto                                           |                                                       | PL                                                    | Senador pelo Pará (2007–2014)                                 | 1º suplente: Cassio Marques                           |                                                       | PL                                                    | União do bem pelo Pará PL, PSC, Patriota              | 222                                                   | 1min2s                     |
| 2ª suplente: Fabrícia Barruda                         | Mário Couto                                           |                                                       | PL                                                    | Senador pelo Pará (2007–2014)                                 |                                                       |                                                       | PL                                                    | União do bem pelo Pará PL, PSC, Patriota              | 222                                                   | 1min2s                     |
|                                                       | Renata Fonseca                                        |                                                       | PRTB                                                  | Investigadora                                                 | 1º suplente: Pastor Max                               |                                                       | PRTB                                                  | Nenhuma                                               | 289                                                   | Não possui                 |
| 2º suplente: Fábio Paixão                             | Renata Fonseca                                        |                                                       | PRTB                                                  | Investigadora                                                 |                                                       |                                                       | PRTB                                                  | Nenhuma                                               | 289                                                   | Não possui                 |
| Apresentação de acordo com a representação partidária | Apresentação de acordo com a representação partidária | Apresentação de acordo com a representação partidária | Apresentação de acordo com a representação partidária | Apresentação de acordo com a representação partidária         | Apresentação de acordo com a representação partidária | Apresentação de acordo com a representação partidária | Apresentação de acordo com a representação partidária | Apresentação de acordo com a representação partidária | Apresentação de acordo com a representação partidária | Sobras: 0:05               |

### Candidaturas indeferidas
| Senador(a)                    | Senador(a)           | Senador(a) | Senador(a) | Cargo político anterior ou profissão | Suplentes                  | Suplentes | Suplentes | Coligação/ Federação      | Número eleitoral | Tempo de horário eleitoral |
| Imagem                        | Candidato            | Partido    | Partido    | Cargo político anterior ou profissão | Candidatos                 | Partido   | Partido   | Coligação/ Federação      | Número eleitoral | Tempo de horário eleitoral |
|                               | Paulo Castelo Branco |            | PROS       | Jornalista                           | 1º suplente: Antonio Costa |           | PROS      | Nenhuma                   | 901              | 13s                        |
| 2º suplente: Vanderley Castro | Paulo Castelo Branco |            | PROS       | Jornalista                           |                            |           | PROS      | Nenhuma                   | 901              | 13s                        |
|                               | Prado Sá             |            | PV         | Advogado                             | 1º suplente: Não informado |           | PV        | FE Brasil (PT, PCdoB, PV) | 430              | Não possui                 |
| 2ª suplente: Não informado    | Prado Sá             |            | PV         | Advogado                             |                            |           | PV        | FE Brasil (PT, PCdoB, PV) | 430              | Não possui                 |

### Desistências
- Ursula Vidal (MDB) - Secretária de Cultura do Pará (2019–2022). Abriu mão da pré-candidatura ao Senado Federal logo após anunciar a sua desfiliação da REDE, e em seguida se filiou ao MDB, para lançar sua pré-candidatura a deputada federal.[55]
- Aguinaldo Promissória (UNIÃO) - Vereador de Santarém (2021-2022). Chegou a ser cogitado como pré-candidato ao senado, no entanto, irá disputar a vaga de deputado federal.[2]
- Simão Jatene (Solidariedade) - Governador do Pará (2003-2006; 2011-2018). Abriu mão da candidatura ao Senado Federal em decorrência do vazamento da notícia pelo próprio partido a um site conhecido, que pretendia lançar seu nome no dia 15 de agosto.[56][57] Além disso, Jatene estaria inelegível até o primeiro turno das eleições em decorrência da reprovação de contas prestadas em seu terceiro mandato e por ter sido condenado em 2017 devido as denúncias de compra de votos, usando o programa "cheque moradia" durante as eleições de 2014, a qual foi reeleito na época.[58][59]

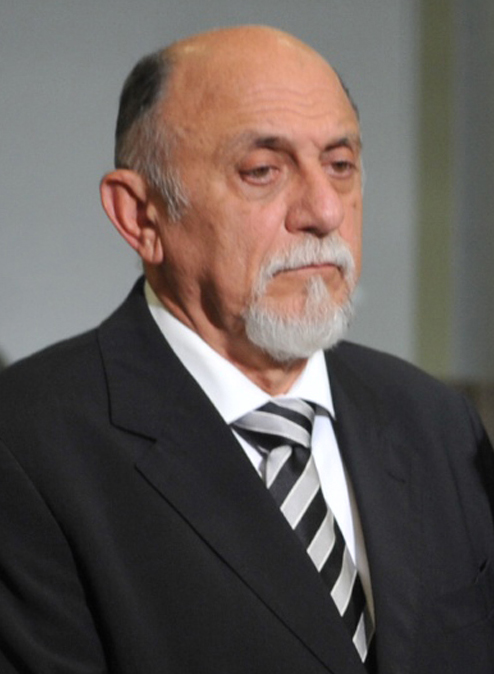
Governador do Pará Simão Jatene (Solidariedade) (2003–2006; 2011–2018)

## Convenções
As convenções nacionais e estaduais tem como objetivo confirmar as candidaturas presidenciais, estaduais, federais e apoios partidários. Elas podem ocorrer no período de 20 de julho até o dia 5 de agosto de 2022.
| Data          | Partido ou Federação                            | Definição da convenção |
| ------------- | ----------------------------------------------- | --- |
| 20 de julho   | PL                                              | Candidatura de Zequinha Marinho (PL) ao governo do estado e Mário Couto (PL) ao senado federal. |
| 20 de julho   | PSC                                             | Apoio formal à candidatura de Zequinha Marinho (PL) ao governo do estado e indicação de Rosiane Eguchi (PSC) a vice e apoio formal à candidatura de Mário Couto (PL) ao senado federal.                                                                                  |
| 20 de julho   | Patriota                                        | Apoio formal à candidatura de Zequinha Marinho (PL) ao governo do estado e Mário Couto (PL) ao senado federal. |
| 20 de julho   | PSB                                             | Apoio formal à candidatura de Helder Barbalho (MDB) ao governo do estado e Manoel Pioneiro (PSDB) ao senado federal. |
| 21 de julho   | PP                                              | Apoio formal à candidatura de Helder Barbalho (MDB) ao governo do estado e candidatura de Flexa Ribeiro (PP) ao senado federal. |
| 26 de julho   | Republicanos                                    | Apoio formal à candidatura de Helder Barbalho (MDB) ao governo do estado. |
| 26 de julho   | PSD                                             | Apoio formal à candidatura de Helder Barbalho (MDB) ao governo do estado. |
| 26 de julho   | UNIÃO                                           | Apoio formal à candidatura de Helder Barbalho (MDB) ao governo do estado e Manoel Pioneiro (PSDB) ao senado federal. |
| 26 de julho   | PSTU                                            | Candidatura de Cleber Rabelo (PSTU) ao governo do estado e João Santiago (PSTU) ao senado federal. |
| 28 de julho   | Solidariedade                                   | Candidatura de Major Marcony (Solidariedade) ao governo do estado. |
| 29 de julho   | PROS                                            | Candidatura de Shirley Alves (PROS) ao governo do estado e Paulo Castelo Branco (PROS) ao senado federal. No entanto, em 18 de agosto, Shirley anunciou desistência, se lançando candidata a deputada federal, atendendo a uma decisão do diretório nacional do partido. |
| 29 de julho   | PMB                                             | Candidatura de Sofia Couto (PMB) ao governo do estado e Márcio Sabbá (PMB) ao senado federal. |
| 29 de julho   | DC                                              | Apoio formal à candidatura de Helder Barbalho (MDB) ao governo do estado. |
| 30 de julho   | Federação PSDB Cidadania                        | Apoio formal à candidatura de Helder Barbalho (MDB) ao governo do estado e candidatura de Manoel Pioneiro (PSDB) ao senado federal. |
| 31 de julho   | Avante                                          | Apoio formal à candidatura de Helder Barbalho (MDB) ao governo do estado e candidatura de Elielton Lira (Avante) ao senado federal. |
| 1.º de agosto | Federação Brasil da Esperança (PT / PCdoB / PV) | Apoio formal à candidatura de Helder Barbalho (MDB) ao governo do estado e candidatura de Beto Faro (PT) ao senado federal. |
| 2 de agosto   | PTB                                             | Apoio formal à candidatura de Helder Barbalho (MDB) ao governo do estado. |
| 2 de agosto   | PDT                                             | Apoio formal à candidatura de Helder Barbalho (MDB) ao governo do estado. |
| 3 de agosto   | UP                                              | Apoio informal à candidatura Adolfo Neto (PSOL) ao governo do estado. |
| 4 de agosto   | Federação PSOL REDE                             | Candidatura de Adolfo Neto (PSOL) ao governo do estado e apoio formal à candidatura de Beto Faro (PT) ao senado. |
| 4 de agosto   | PODE                                            | Apoio formal à candidatura de Helder Barbalho (MDB) ao governo do estado e candidatura de Jardel Guimarães ao senado federal. |
| 5 de agosto   | MDB                                             | Candidatura de Helder Barbalho (MDB) ao governo do estado e Hana Ghassan (MDB) a vice-governadora. |
| 5 de agosto   | Agir                                            | Candidatura de Paulo Roseira (Agir) ao governo do estado e Gideon Bush ao senado. |
| 5 de agosto   | PRTB                                            | Candidatura de Felipe Augusto (PRTB) ao governo do estado e Renata Fonseca (PRTB) ao senado federal. |

- Os partidos PMN, PCB, PCO e Novo não apresentaram candidatos e nem definição de apoio as candidaturas ao governo do estado e senado federal.

## Assembleia Legislativa
O resultado das últimas eleições estaduais e a situação atual da bancada da Assembleia Legislativa do Pará está abaixo:
| Filiação Partidária | Filiação Partidária | Membros | Membros    | +/–     |
| Filiação Partidária | Filiação Partidária | Eleitos | Atualidade | +/–     |
| ------------------- | ------------------- | ------- | ---------- | ------- |
|                     | MDB                 | 7       | 10         | 3       |
|                     | PP                  | 1       | 5          | 4       |
|                     | PSD                 | 3       | 5          | 2       |
|                     | UNIÃO               | Novo    | 3          | 3       |
|                     | PDT                 | 2       | 3          | 1       |
|                     | PSDB                | 5       | 3          | 2       |
|                     | PT                  | 3       | 3          | Estável |
|                     | Republicanos        | 2       | 2          | Estável |
|                     | PL                  | 3       | 1          | 2       |
|                     | Cidadania           | 1       | 1          | Estável |
|                     | PSOL                | 1       | 1          | Estável |
|                     | PSB                 | 1       | 1          | Estável |
|                     | AVANTE              | 0       | 1          | 1       |
|                     | PODE                | 0       | 1          | 1       |
|                     | PSC                 | 2       | 1          | 1       |
|                     | PTB                 | 2       | 0          | 2       |
|                     | DEM                 | 2       | 0          | 2       |
|                     | Patriota            | 1       | 0          | 1       |
|                     | DC                  | 1       | 0          | 1       |
|                     | PSL                 | 1       | 0          | 1       |
|                     | PMN                 | 1       | 0          | 1       |
|                     | PHS                 | 1       | 0          | 1       |
|                     | Solidariedade       | 1       | 0          | 1       |
| Total               | Total               | 41      | 41         | –       |

## Debates
Os candidatos Cleber Rabelo, Paulo Roseira e Sofia Couto não foram convidados para o debate por conta dos respectivos partidos não terem representação no congresso, além de serem chamados apenas os bem posicionados na pesquisa IPEC.
Apenas um debate foi realizado no primeiro turno na disputa para o governo, sendo realizado pela TV Liberal. Compareceram os candidatos Zequinha Marinho (PL), Major Marcony (Solidariedade), Adolfo Oliveira (PSOL) e Dr. Felipe (PRTB). Helder Barbalho (MDB), que liderava com folga as pesquisas, não compareceu ao debate por motivos de saúde.
| Data         | Organizadores               | Mediador        | Helder (MDB) | Zequinha (PL) | Marcony (Sol.) | Adolfo (PSOL) | Felipe (PRTB) |
| ------------ | --------------------------- | --------------- | ------------ | ------------- | -------------- | ------------- | ------------- |
| 27/09, 22h30 | TV Liberal, TV Tapajós e G1 | Fabiano Vilella | Ausente      | Presente      | Presente       | Presente      | Presente      |

## Pesquisas de opinião

### Primeiro turno
O primeiro turno aconteceu em 2 de outubro de 2022.
| Institutos de opinião | Datas de realização | Entrevistados | Helder MDB | Zequinha PL | Marcony Solidariedade | Adolfo PSOL | Sofia PMB | Cleber PSTU | Felipe PRTB | Paulo Agir | Outros | Abstenções/ Indecisos | Vantagem |
| Institutos de opinião | Datas de realização | Entrevistados | | | | | | | | | Outros | Abstenções/ Indecisos | Vantagem |
| Ipec                  | 28–30 de setembro de 2022 | 800 | 72% | 18% | 0% | 1% | 1% | 0% | 1% | 1% | – | 6% | 54% |
| Acertar               | 28–30 de setembro de 2022 | 1.200 | 67,8% | 18,6% | 0,6% | 1,2% | 0,9% | 0,4% | 0,9% | 0,3% | – | 9,3% | 49,2% |
| Doxa (Estado do Pará) | 27–30 de setembro de 2022 | 2.000 | 71,4% | 23,7% | 0,9% | 0,9% | 0,2% | 0,5% | 1,4% | 0,6% | 0,4% | – | 47,7% |
| Ipec                  | 21–23 de setembro de 2022 | 800 | 72% | 16% | 1% | 1% | 1% | 1% | 1% | 1% | – | 7% | 56% |
| Doxa (Estado do Pará) | 20–24 de setembro de 2022 | 2.000 | 61,4% | 12,8% | 1,4% | 1,5% | 0,9% | 2% | 1,5% | 0,4% | – | 18% | 48,6% |
| Destak                | 20–23 de setembro de 2022 | 621 | 76% | 8% | 2% | 0% | 1% | 2% | 1% | 0% | 0% | 9% | 68% |
| Acertar               | 20–23 de setembro de 2022 | 1.200 | 72,8% | 10,9% | 0,6% | 0,3% | 0,8% | 0,3% | 1,2% | 0,1% | – | 12,9% | 61,9% |
| Veritate              | 19–23 de setembro de 2022 | 1.500 | 68,1% | 13,3% | 1,1% | 0,6% | 1,2% | 0,7% | 1,1% | 0,5% | – | 13,4% | 54,8% |
| Doxa (Estado do Pará) | 7–11 de setembro de 2022 | 2.005 | 63,6% | 8% | 2,3% | 0,4% | 0,4% | 2,2% | 0,8% | 0,4% | 0,5% | 21,3% | 55,6% |
| Doxa (Castanhal)      | 1–5 de setembro de 2022 | 503 | 54% | 8,1% | 0,9% | 0,6% | 0,2% | 0,4% | 0,6% | 0% | – | 35,2% | 45,9% |
| Real Time Big Data    | 1–2 de setembro de 2022 | 1.000 | 67% | 11% | 2% | 2% | 0% | 1% | 1% | 0% | – | 16% | 56% |
| Ipec                  | 30 de agosto–1 de setembro de 2022 | 800 | 65% | 13% | 2% | 2% | 2% | 2% | 2% | 2% | 1% | 16% | 52% |
| Doxa (Estado do Pará) | 26–31 de agosto de 2022 | 1.200 | 65,8% | 4% | 1,3% | 0,9% | 0,5% | 3,4% | 0,8% | 0,2% | 0,3% | 22,8% | 61,8% |
| Acertar               | 26–29 de agosto de 2022 | 1.200 | 68,9% | 10,2% | 0,8% | 0,1% | 1,1% | 0,5% | 1,2% | 0,8% | – | 16,4% | 58,7% |
| 18 de agosto de 2022  | Shirley Alves (PROS) desiste da disputa ao Governo do Estado.                                                                         | Shirley Alves (PROS) desiste da disputa ao Governo do Estado.                                                                         | Shirley Alves (PROS) desiste da disputa ao Governo do Estado.                                                                         | Shirley Alves (PROS) desiste da disputa ao Governo do Estado.                                                                         | Shirley Alves (PROS) desiste da disputa ao Governo do Estado.                                                                         | Shirley Alves (PROS) desiste da disputa ao Governo do Estado.                                                                         | Shirley Alves (PROS) desiste da disputa ao Governo do Estado.                                                                         | Shirley Alves (PROS) desiste da disputa ao Governo do Estado.                                                                         | Shirley Alves (PROS) desiste da disputa ao Governo do Estado.                                                                         | Shirley Alves (PROS) desiste da disputa ao Governo do Estado.                                                                         | Shirley Alves (PROS) desiste da disputa ao Governo do Estado.                                                                         | Shirley Alves (PROS) desiste da disputa ao Governo do Estado.                                                                         | Shirley Alves (PROS) desiste da disputa ao Governo do Estado.                                                                         |
| Institutos de opinião | Datas de realização | Entrevistados | Helder MDB | Zequinha PL | Marcony Solidariedade | Shirley PROS | Adolfo PSOL | Sofia PMB | Cleber PSTU | Felipe PRTB | Paulo Agir | Abstenções/ Indecisos | Vantagem |
| Institutos de opinião | Datas de realização | Entrevistados | | | | | | | | | | Abstenções/ Indecisos | Vantagem |
| Destak                | 9–12 de agosto de 2022 | 1.100 | 74,2% | 7,9% | 0,8% | 1,7% | 0,4% | 0,5% | 1,9% | 1,3% | 0% | 11,3% | 66,3% |
| Veritate              | 1–4 de agosto de 2022 | 1.500 | 62% | 10% | 4% | 2% | 0% | 2% | 2% | 0% | – | 19% | 52% |
| Doxa                  | 26–30 de julho de 2022 | 2.000 | 64,4% | 5,9% | 2,8% | 1,8% | 0,3% | – | 1,1% | – | – | 23,7% | 58,5% |
| 29 de julho de 2022   | Partido Socialismo e Liberdade (PSOL) decide lançar Adolfo Neto como candidato ao Governo do Estado.                                  | Partido Socialismo e Liberdade (PSOL) decide lançar Adolfo Neto como candidato ao Governo do Estado.                                  | Partido Socialismo e Liberdade (PSOL) decide lançar Adolfo Neto como candidato ao Governo do Estado.                                  | Partido Socialismo e Liberdade (PSOL) decide lançar Adolfo Neto como candidato ao Governo do Estado.                                  | Partido Socialismo e Liberdade (PSOL) decide lançar Adolfo Neto como candidato ao Governo do Estado.                                  | Partido Socialismo e Liberdade (PSOL) decide lançar Adolfo Neto como candidato ao Governo do Estado.                                  | Partido Socialismo e Liberdade (PSOL) decide lançar Adolfo Neto como candidato ao Governo do Estado.                                  | Partido Socialismo e Liberdade (PSOL) decide lançar Adolfo Neto como candidato ao Governo do Estado.                                  | Partido Socialismo e Liberdade (PSOL) decide lançar Adolfo Neto como candidato ao Governo do Estado.                                  | Partido Socialismo e Liberdade (PSOL) decide lançar Adolfo Neto como candidato ao Governo do Estado.                                  | Partido Socialismo e Liberdade (PSOL) decide lançar Adolfo Neto como candidato ao Governo do Estado.                                  | Partido Socialismo e Liberdade (PSOL) decide lançar Adolfo Neto como candidato ao Governo do Estado.                                  | Partido Socialismo e Liberdade (PSOL) decide lançar Adolfo Neto como candidato ao Governo do Estado.                                  |
| Institutos de opinião | Datas de realização | Entrevistados | Helder MDB | Zequinha PL | Marcony Solidariedade | Fernando PSOL | Sílvia PSOL | Shirley PROS | Cleber PSTU | Fonseca PRTB | Outros | Abstenções/ Indecisos | Vantagem |
| Institutos de opinião | Datas de realização | Entrevistados | | | | | | | | | Outros | Abstenções/ Indecisos | Vantagem |
| Destak                | 26–29 de julho de 2022 | 661 | 74,7% | 7,2% | 1,7% | – | 2% | – | 3,2% | – | – | 10,6% | 67,5% |
| Real Time Big Data    | 20–21 de julho de 2022 | 1.500 | 62% | 10% | – | 2% | 2% | – | – | – | – | 24% | 52% |
| Real Time Big Data    | 20–21 de julho de 2022 | 1.500 | 62% | 10% | – | – | 3% | – | 2% | – | – | 23% | 52% |
| Doxa                  | 18–26 de julho de 2022 | 1.300 | 53,4% | 11,9% | 4,9% | – | 2,1% | 2,1% | 2% | – | – | 23,5% | 41,5% |
| Doxa                  | 9–14 de maio de 2022 | 2.000 | 61,4% | 6,1% | 3,5% | – | 0,8% | – | 2,4% | – | 1,4% | 24,4% | 55,3% |
| Real Time Big Data    | 15–16 de abril de 2022 | 1.200 | 60% | 7% | – | 3% | – | – | 1% | – | – | 29% | 53% |
| Real Time Big Data    | 15–16 de abril de 2022 | 1.200 | 61% | 7% | – | – | 2% | – | – | 1% | – | 29% | 54% |
| Abril de 2022         | Márcio Miranda deixa o União Brasil (UNIÃO) e filia-se ao Partido Trabalhista Brasileiro (PTB) para se candidatar a deputado federal. | Márcio Miranda deixa o União Brasil (UNIÃO) e filia-se ao Partido Trabalhista Brasileiro (PTB) para se candidatar a deputado federal. | Márcio Miranda deixa o União Brasil (UNIÃO) e filia-se ao Partido Trabalhista Brasileiro (PTB) para se candidatar a deputado federal. | Márcio Miranda deixa o União Brasil (UNIÃO) e filia-se ao Partido Trabalhista Brasileiro (PTB) para se candidatar a deputado federal. | Márcio Miranda deixa o União Brasil (UNIÃO) e filia-se ao Partido Trabalhista Brasileiro (PTB) para se candidatar a deputado federal. | Márcio Miranda deixa o União Brasil (UNIÃO) e filia-se ao Partido Trabalhista Brasileiro (PTB) para se candidatar a deputado federal. | Márcio Miranda deixa o União Brasil (UNIÃO) e filia-se ao Partido Trabalhista Brasileiro (PTB) para se candidatar a deputado federal. | Márcio Miranda deixa o União Brasil (UNIÃO) e filia-se ao Partido Trabalhista Brasileiro (PTB) para se candidatar a deputado federal. | Márcio Miranda deixa o União Brasil (UNIÃO) e filia-se ao Partido Trabalhista Brasileiro (PTB) para se candidatar a deputado federal. | Márcio Miranda deixa o União Brasil (UNIÃO) e filia-se ao Partido Trabalhista Brasileiro (PTB) para se candidatar a deputado federal. | Márcio Miranda deixa o União Brasil (UNIÃO) e filia-se ao Partido Trabalhista Brasileiro (PTB) para se candidatar a deputado federal. | Márcio Miranda deixa o União Brasil (UNIÃO) e filia-se ao Partido Trabalhista Brasileiro (PTB) para se candidatar a deputado federal. | Márcio Miranda deixa o União Brasil (UNIÃO) e filia-se ao Partido Trabalhista Brasileiro (PTB) para se candidatar a deputado federal. |
| Institutos de opinião | Datas de realização | Entrevistados | Helder MDB | Zequinha PL | Paulo PT | Miranda UNIÃO | Jatene Sem partido | Pioneiro PSDB | Araceli PSOL | Ana Júlia PT | Outros | Abstenções/ Indecisos | Vantagem |
| Institutos de opinião | Datas de realização | Entrevistados | | | | | | | | | Outros | Abstenções/ Indecisos | Vantagem |
| Mentor                | 17–21 de fevereiro de 2022 | 810 | 62,6% | 3,5% | 4,1% | – | 6,4% | – | 1,7% | – | – | 21,7% | 59,1% |
| Phoenix               | 14–18 de fevereiro de 2022 | 1.351 | 14,51% | 10,58% | 8,36% | 6,96% | 5,92% | 5,26% | – | 3,55% | 14,32% | 27,46% | 3,36% |

### Segundo turno
O segundo turno (caso este seja necessário) estava marcado para acontecer em 30 de outubro de 2022.
Helder x Zequinha
| Institutos de opinião | Datas de realização       | Entrevistados | Helder MDB | Zequinha PL | Abstenções/ Indecisos | Vantagem |
| Institutos de opinião | Datas de realização       | Entrevistados |            |             | Abstenções/ Indecisos | Vantagem |
| Ipec                  | 28–30 de setembro de 2022 | 800           | 70%        | 23%         | 7%                    | 47%      |
| Ipec                  | 21–23 de setembro de 2022 | 800           | 74%        | 19%         | 7%                    | 55%      |
| Destak                | 20–23 de setembro de 2022 | 621           | 70,48%     | 5,42%       | 24,09%                | 65,06%   |
| Real Time Big Data    | 1–2 de setembro de 2022   | 1.000         | 71%        | 13%         | 16%                   | 58%      |
| Real Time Big Data    | 20–21 de julho de 2022    | 1.500         | 68%        | 14%         | 18%                   | 54%      |
| Real Time Big Data    | 15–16 de abril de 2022    | 1.200         | 67%        | 13%         | 20%                   | 54%      |

### Senador
| Institutos de opinião | Datas de realização                | Entrevistados | Couto PL | Flexa PP | Beto PT | Pioneiro PSDB | Jardel PODE | Sabbá PMB | Elielton Avante | Outros | Abstenções/ Indecisos | Vantagem |
| Institutos de opinião | Datas de realização                | Entrevistados |          |          |         |               |             |           |                 | Outros | Abstenções/ Indecisos | Vantagem |
| Ipec                  | 28–30 de setembro de 2022          | 800           | 19%      | 9%       | 25%     | 8%            | 7%          | 1%        | 0%              | 6%     | 25%                   | 6%       |
| Acertar               | 28–30 de setembro de 2022          | 1.200         | 17,7%    | 6,6%     | 23,1%   | 8,1%          | 4%          | 0,9%      | 0%              | 5,5%   | 34%                   | 5,4%     |
| Doxa (Estado do Pará) | 27–30 de setembro de 2022          | 2.000         | 32,7%    | 12%      | 27%     | 19,3%         | 4,1%        | 1,2%      | 0,7%            | 3,1%   | –                     | 5,7%     |
| Ipec                  | 21–23 de setembro de 2022          | 800           | 20%      | 10%      | 20%     | 10%           | 6%          | 1%        | 1%              | 5%     | 26%                   | Empate   |
| Doxa (Estado do Pará) | 20–24 de setembro de 2022          | 2.000         | 16,4%    | 9,5%     | 15,8%   | 15,2%         | 3,2%        | 0,4%      | 0,8%            | 3,1%   | 35,5%                 | 0,6%     |
| Acertar               | 20–23 de setembro de 2022          | 1.200         | 14%      | 6,8%     | 17,4%   | 9%            | 4,8%        | 0,3%      | 0,4%            | 5%     | 42,3%                 | 3,4%     |
| Veritate              | 19–23 de setembro de 2022          | 1.500         | 17,9%    | 8,5%     | 15,9%   | 7,3%          | 6,1%        | 0,1%      | 0,8%            | 7%     | 36,5%                 | 2%       |
| Doxa (Estado do Pará) | 7–11 de setembro de 2022           | 2.005         | 10,2%    | 9,5%     | 12,4%   | 15,8%         | 4,5%        | 0,4%      | 0,4%            | 3,4%   | 43,4%                 | 3,4%     |
| Doxa (Castanhal)      | 1–5 de setembro de 2022            | 503           | 12,5%    | 7,2%     | 10,3%   | 3,2%          | 6,8%        | 0,4%      | 1%              | 1,8%   | 25,1%                 | 2,2%     |
| Real Time Big Data    | 1–2 de setembro de 2022            | 1.000         | 17%      | 9%       | 16%     | 10%           | 7%          | 1%        | 0%              | 3%     | 37%                   | 1%       |
| Ipec                  | 30 de agosto–1 de setembro de 2022 | 800           | 15%      | 9%       | 12%     | 7%            | 8%          | 2%        | 0%              | 7%     | 41%                   | 3%       |
| Doxa (Estado do Pará) | 26–31 de agosto de 2022            | 1.200         | 11,5%    | 8,5%     | 8,9%    | 17,1%         | 9,8%        | 0,6%      | 1,2%            | 1,9%   | 40,6%                 | 5,6%     |
| Acertar               | 26–29 de agosto de 2022            | 1.200         | 13%      | 7,1%     | 12%     | 8,1%          | 6,1%        | 1%        | 0%              | 8%     | 43,8%                 | 1%       |
| Destak                | 9–12 de agosto de 2022             | 1.100         | 12,9%    | 16,3%    | 8,9%    | 4,6%          | 6,8%        | 0,6%      | 1,8%            | 2,8%   | 45,3%                 | 3,4%     |
| Veritate              | 1–4 de agosto de 2022              | 1.500         | 19%      | 9%       | 10%     | 9%            | 0%          | 2%        | 0%              | 5%     | 46%                   | 9%       |
| Destak                | 26–29 de julho de 2022             | 661           | 20,8%    | 35,5%    | 16,6%   | 0,7%          | –           | 1%        | 3,5%            | –      | 21,8%                 | 14,7%    |
| Doxa                  | 26–30 de julho de 2022             | 2.000         | 10,4%    | 8,8%     | 8,2%    | 14,9%         | –           | –         | –               | –      | 57,9%                 | 4,5%     |
| Real Time Big Data    | 20–21 de julho de 2022             | 1.500         | 18%      | 18%      | 14%     | 11%           | –           | –         | –               | –      | 39%                   | Empate   |
| Doxa                  | 9–14 de maio de 2022               | 2.000         | 7,8%     | 6,1%     | 5,7%    | 5,8%          | –           | –         | –               | 26,4%  | 48,2%                 | 18,6%    |
| Doxa                  | 9–14 de maio de 2022               | 2.000         | 14,8%    | 7,3%     | 12,8%   | 14%           | –           | –         | –               | –      | 51,1%                 | 0,8%     |
| Real Time Big Data    | 15–16 de abril de 2022             | 1.200         | 18%      | 14%      | 14%     | 12%           | –           | –         | –               | –      | 42%                   | 4%       |
| Mentor                | 17–21 de fevereiro de 2022         | 810           | 10,4%    | 2,6%     | 2,8%    | 9,6%          | –           | –         | –               | 24,8%  | 49,7%                 | 14,4%    |

## Resultados

### Governador
| Candidato(a)                     | Vice                         | 1º turno 2 de outubro de 2022 | 1º turno 2 de outubro de 2022 |
| Candidato(a)                     | Vice                         | Votação                       | Votação                       |
| Candidato(a)                     | Vice                         | Total                         | Percentagem                   |
| -------------------------------- | ---------------------------- | ----------------------------- | ----------------------------- |
| Helder Barbalho (MDB)            | Hana Ghassan (MDB)           | 3.117.276                     | 70,41%                        |
| Zequinha Marinho (PL)            | Rosiane Eguchi (PSC)         | 1.201.079                     | 27,13%                        |
| Adolfo Oliveira (PSOL)           | Vera Rodrigues (PSOL)        | 56.830                        | 1,28%                         |
| Felipe Augusto (PRTB)            | Fernando Dourado (PRTB)      | 31.402                        | 0,71%                         |
| Leonardo Marcony (Solidariedade) | Nilo Noronha (Solidariedade) | 9.103                         | 0,21%                         |
| Sofia Couto (PMB)                | Luciano Bombeiro (PMB)       | 5.355                         | 0,12%                         |
| Cleber Rabelo (PSTU)             | Benedita do Amaral (PSTU)    | 5.053                         | 0,11%                         |
| Paulo Roseira (Agir)             | Murilo Monteiro (Agir)       | 1.309                         | 0,03%                         |
| Total de votos válidos           | Total de votos válidos       | 4.427.487                     | 92,32%                        |
| → Votos em branco                | → Votos em branco            | 99.146                        | 2,08%                         |
| → Votos nulos                    | → Votos nulos                | 258.639                       | 5,49%                         |
| → Votos anulados                 | → Votos anulados             | 0                             | 0%                            |
| Total                            | Total                        | 4.789.311                     | 78,78%                        |
| Abstenções                       | Abstenções                   | 1.289.364                     | 21,22%                        |
| Eleitorado apto                  | Eleitorado apto              | 6.082.312                     | 6.082.312                     |

| Primeiro Turno - Esquema Gráfico | Primeiro Turno - Esquema Gráfico | Primeiro Turno - Esquema Gráfico | Primeiro Turno - Esquema Gráfico | Primeiro Turno - Esquema Gráfico |
| -------------------------------- | -------------------------------- | -------------------------------- | -------------------------------- | -------------------------------- |
|                                  |                                  |                                  |                                  |                                  |
| Helder Barbalho                  | Helder Barbalho                  |                                  | 70,41%                           | 70,41%                           |
| Zequinha Marinho                 | Zequinha Marinho                 |                                  | 27,13%                           | 27,13%                           |
| Adolfo Oliveira                  | Adolfo Oliveira                  |                                  | 1,28%                            | 1,28%                            |
| Felipe Augusto                   | Felipe Augusto                   |                                  | 0,71%                            | 0,71%                            |
| Leonardo Marcony                 | Leonardo Marcony                 |                                  | 0,21%                            | 0,21%                            |
| Sofia Couto                      | Sofia Couto                      |                                  | 0,12%                            | 0,12%                            |
| Cleber Rabelo                    | Cleber Rabelo                    |                                  | 0,11%                            | 0,11%                            |
| Paulo Roseira                    | Paulo Roseira                    |                                  | 0,03%                            | 0,03%                            |
| Brancos e Nulos                  | Brancos e Nulos                  |                                  | 7,57%                            | 7,57%                            |
| Abstenções                       | Abstenções                       |                                  | 21,22%                           | 21,22%                           |

### Senador
O candidato Paulo Castelo Branco (PROS) não teve seus votos calculados devido aos problemas em sua candidatura junto ao TSE.
| Candidato(a)                | Turno único 2 de outubro de 2022 | Turno único 2 de outubro de 2022 |
| Candidato(a)                | Votação                          | Votação                          |
| Candidato(a)                | Total                            | Percentagem                      |
| --------------------------- | -------------------------------- | -------------------------------- |
| Beto Faro (PT)              | 1.781.582                        | 42,55%                           |
| Mário Couto (PL)            | 1.485.453                        | 35,47%                           |
| Manoel Pioneiro (PSDB)      | 390.959                          | 9,34%                            |
| Flexa Ribeiro (PP)          | 307.481                          | 7,34%                            |
| Jardel Guimarães (PODE)     | 85.099                           | 2,03%                            |
| Renata Fonseca (PRTB)       | 52.996                           | 1,27%                            |
| Sabbá (PMB)                 | 36.055                           | 0,86%                            |
| Elielton Lira (Avante)      | 21.278                           | 0,51%                            |
| João Santiago (PSTU)        | 13.452                           | 0,32%                            |
| Gideon Bush (Agir)          | 11.728                           | 0,28%                            |
| Paulo Castelo Branco (PROS) | 1.278                            | 0.03%                            |
| Total de votos válidos      | 4.186.083                        | 87,48%                           |
| → Votos em branco           | 252.828                          | 5,28%                            |
| → Votos nulos               | 345.083                          | 7,21%                            |
| → Votos anulados            | 0                                | 0%                               |
| Total                       | 4.789.311                        | 78,78%                           |
| Abstenções                  | 1.289.364                        | 21,22%                           |
| Eleitorado apto             | 6.082.312                        | 6.082.312                        |

| Senador - Esquema Gráfico | Senador - Esquema Gráfico | Senador - Esquema Gráfico | Senador - Esquema Gráfico | Senador - Esquema Gráfico |
| ------------------------- | ------------------------- | ------------------------- | ------------------------- | ------------------------- |
|                           |                           |                           |                           |                           |
| Beto Faro                 | Beto Faro                 |                           | 42,55%                    | 42,55%                    |
| Mário Couto               | Mário Couto               |                           | 35,47%                    | 35,47%                    |
| Manoel Pioneiro           | Manoel Pioneiro           |                           | 9,34%                     | 9,34%                     |
| Flexa Ribeiro             | Flexa Ribeiro             |                           | 7,34%                     | 7,34%                     |
| Jardel Guimarães          | Jardel Guimarães          |                           | 2,03%                     | 2,03%                     |
| Renata Fonseca            | Renata Fonseca            |                           | 1,27%                     | 1,27%                     |
| Sabbá                     | Sabbá                     |                           | 0,86%                     | 0,86%                     |
| Elielton Lira             | Elielton Lira             |                           | 0,51%                     | 0,51%                     |
| João Santiago             | João Santiago             |                           | 0,32%                     | 0,32%                     |
| Gideon Bush               | Gideon Bush               |                           | 0,28%                     | 0,28%                     |
| Paulo Castelo Branco      | Paulo Castelo Branco      |                           | 0,03%                     | 0,03%                     |
| Brancos e Nulos           | Brancos e Nulos           |                           | 12,49%                    | 12,49%                    |
| Abstenções                | Abstenções                |                           | 21,22%                    | 21,22%                    |

### Deputados federais eleitos
São relacionados os candidatos eleitos com informações complementares da Câmara dos Deputados.
Representação eleita

  MDB: 9
  PL: 3
  PT: 2
  PSD: 2
  UNIÃO: 1

| Deputados federais eleitos | Partido | Votação | Percentual | Cidade onde nasceu | Unidade federativa |
| Alessandra Haber           | MDB     | 258.907 | 5,71%      | Belém              | Pará               |
| Éder Mauro                 | PL      | 205.543 | 4,53%      | Belém              | Pará               |
| Elcione Barbalho           | MDB     | 175.498 | 3,87%      | Belém              | Pará               |
| José Priante               | MDB     | 167.275 | 3,69%      | Belém              | Pará               |
| Renilce Nicodemos          | MDB     | 162.208 | 3,58%      | Marapanim          | Pará               |
| Júnior Ferrari             | PSD     | 160.542 | 3,54%      | Oriximiná          | Pará               |
| Dilvanda Faro              | PT      | 150.065 | 3,31%      | Bujaru             | Pará               |
| Celso Sabino               | UNIÃO   | 142.326 | 3,14%      | Belém              | Pará               |
| Antônio Doido              | MDB     | 126.535 | 2,79%      | Dom Macedo Costa   | Bahia              |
| Keniston Braga             | MDB     | 126.027 | 2,78%      | Abaetetuba         | Pará               |
| Andreia Siqueira           | MDB     | 125.004 | 2,76%      | Tucuruí            | Pará               |
| Joaquim Passarinho         | PL      | 122.523 | 2,70%      | Belém              | Pará               |
| Delegado Caveira           | PL      | 106.349 | 2,35%      | Rio Verde          | Goiás              |
| Olival Marques             | MDB     | 102.435 | 2,26%      | Belém              | Pará               |
| Airton Faleiro             | PT      | 79.862  | 1,76%      | Tenente Portela    | Rio Grande do Sul  |
| Henderson Pinto            | MDB     | 74.746  | 1,65%      | Santarém           | Pará               |
| Raimundo Santos            | PSD     | 62.366  | 1,38%      | Santarém           | Pará               |

### Assembleia Legislativa
Nas eleições para a Assembleia Legislativa do Pará, havia 41 cadeiras em jogo.
| Partidos | Partidos      | Partidos                                       | Votos     | % de votos | Assentos | % de assentos | +/–     |
| -------- | ------------- | ---------------------------------------------- | --------- | ---------- | -------- | ------------- | ------- |
|          | MDB           | Movimento Democrático Brasileiro               | 1.253.590 | 27,53%     | 13       | 31,71%        | +3      |
|          | PT            | Partido dos Trabalhadores                      | 359.653   | 7,93%      | 4        | 9,76%         | +1      |
|          | PSDB          | Partido da Social Democracia Brasileira        | 356.054   | 7,82%      | 3        | 7,32%         | Estável |
|          | PP            | Progressistas                                  | 296.271   | 6,51%      | 3        | 7,32%         | -2      |
|          | PL            | Partido Liberal                                | 243.729   | 6,26%      | 3        | 7,32%         | +2      |
|          | PSC           | Partido Social Cristão                         | 267.638   | 5,88%      | 2        | 4,88%         | +1      |
|          | PODE          | Podemos                                        | 262.544   | 5,77%      | 2        | 4,88%         | +1      |
|          | PSD           | Partido Social Democrático                     | 239.646   | 5,26%      | 2        | 4,88%         | -3      |
|          | Republicanos  | Republicanos                                   | 229.019   | 5,03%      | 2        | 4,88%         | Estável |
|          | PDT           | Partido Democrático Trabalhista                | 215.259   | 4,73%      | 2        | 4,88%         | -1      |
|          | UNIÃO         | União Brasil                                   | 188.449   | 4,14%      | 1        | 2,44%         | Novo    |
|          | PTB           | Partido Trabalhista Brasileiro                 | 143.576   | 3,15%      | 1        | 2,44%         | +1      |
|          | PSB           | Partido Socialista Brasileiro                  | 139.691   | 3,07%      | 1        | 2,44%         | Estável |
|          | PSOL          | Partido Socialismo e Liberdade                 | 100.863   | 2,21%      | 1        | 2,44%         | Estável |
|          | Cidadania     | Cidadania                                      | 53.641    | 1,18%      | 1        | 2,41%         | Estável |
|          | Avante        | Avante                                         | 48.390    | 1,06%      | 0        | 0,00%         | -1      |
|          | PRTB          | Partido Renovador Trabalhista Brasileiro       | 43.969    | 0,97%      | 0        | 0,00%         | Estável |
|          | PCdoB         | Partido Comunista do Brasil                    | 22.872    | 0,50%      | 0        | 0,00%         | Estável |
|          | REDE          | Rede Sustentabilidade                          | 8.206     | 0,18%      | 0        | 0,00%         | Estável |
|          | Solidariedade | Solidariedade                                  | 5.313     | 0,12%      | 0        | 0,00%         | Estável |
|          | PMB           | Partido da Mulher Brasileira                   | 4.887     | 0,11%      | 0        | 0,00%         | Estável |
|          | PROS          | Partido Republicano da Ordem Social            | 4.589     | 0,10%      | 0        | 0,00%         | Estável |
|          | PV            | Partido Verde                                  | 2.971     | 0,07%      | 0        | 0,00%         | Estável |
|          | UP            | Unidade Popular                                | 2.579     | 0,06%      | 0        | 0,00%         | Estável |
|          | Agir          | Agir                                           | 1.921     | 0,04%      | 0        | 0,00%         | Estável |
|          | Patriota      | Patriota                                       | 1.343     | 0,03%      | 0        | 0,00%         | Estável |
|          | DC            | Democracia Cristã                              | 908       | 0,02%      | 0        | 0,00%         | Estável |
|          | PSTU          | Partido Socialista dos Trabalhadores Unificado | 0         | 0,00%      | 0        | 0,00%         | Estável |
|          | PMN           | Partido da Mobilização Nacional                | 0         | 0,00%      | 0        | 0,00%         | Estável |
|          | PCB           | Partido Comunista Brasileiro                   | 0         | 0,00%      | 0        | 0,00%         | Estável |
|          | Novo          | Partido Novo                                   | 0         | 0,00%      | 0        | 0,00%         | Estável |
|          | PCO           | Partido da Causa Operária                      | 0         | 0,00%      | 0        | 0,00%         | Estável |

### Deputados estaduais eleitos
Foram escolhidos 41 deputados estaduais para a Assembleia Legislativa do Pará.
| Deputados estaduais eleitos | Partido      | Votação | Percentual | Cidade onde nasceu    | Unidade federativa |
| Chamonzinho                 | MDB          | 109.287 | 2,40%      | Marabá                | Pará               |
| Iran Lima                   | MDB          | 92.710  | 2,04%      | Moju                  | Pará               |
| Cilene Couto                | PSDB         | 91.611  | 2,01%      | Belém                 | Pará               |
| Chicão                      | MDB          | 91.542  | 2,01%      | Cruzeiro do Sul       | Acre               |
| Rogério Barra               | PL           | 81.698  | 1,80%      | Belém                 | Pará               |
| Erick Monteiro              | PSDB         | 78.053  | 1,71%      | Capitão Poço          | Pará               |
| Adriano Coelho              | PDT          | 74.795  | 1,64%      | Belém                 | Pará               |
| Gustavo Sefer               | PSD          | 73.188  | 1,61%      | Belém                 | Pará               |
| Igor Normando               | PODE         | 71.906  | 1,58%      | Belém                 | Pará               |
| Dirceu Ten Caten            | PT           | 66.396  | 1,46%      | Marabá                | Pará               |
| Braz                        | PDT          | 65.496  | 1,44%      | Presidente Dutra      | Maranhão           |
| Luth Rebelo                 | PP           | 62.596  | 1,37%      | Belém                 | Pará               |
| Zeca Pirão                  | MDB          | 61.766  | 1,36%      | Belém                 | Pará               |
| Ronie Silva                 | MDB          | 61.297  | 1,35%      | Tomé-Açu              | Pará               |
| Paula Titan                 | MDB          | 61.219  | 1,34%      | Castanhal             | Pará               |
| Fábio Freitas               | Republicanos | 58.689  | 1,29%      | São Bernardo do Campo | São Paulo          |
| Angelo Ferrari ‎             | MDB          | 58.104  | 1,28%      | Oriximiná             | Pará               |
| Carlos Vinicios             | MDB          | 57.998  | 1,27%      | Miranorte             | Tocantins          |
| Martinho Carmona            | MDB          | 56.791  | 1,24%      | Belém                 | Pará               |
| Antônio Tonheiro            | PP           | 56.202  | 1,23%      | Capitão Poço          | Pará               |
| Ana Cunha                   | PSDB         | 55.725  | 1,22%      | Barcarena             | Pará               |
| Diana Belo                  | MDB          | 52.685  | 1,16%      | Capitão Poço          | Pará               |
| Dr. Wanderlan               | MDB          | 52.361  | 1,15%      | Belém                 | Pará               |
| Eraldo Pimenta              | MDB          | 51.986  | 1,14%      | Salto da Divisa       | Minas Gerais       |
| Thiago Araújo               | Cidadania    | 49.411  | 1,08%      | Belém                 | Pará               |
| Bob Fllay                   | PTB          | 48.452  | 1,06%      | Belém                 | Pará               |
| Victor Dias                 | UNIÃO        | 48.235  | 1,06%      | Belém                 | Pará               |
| Andreia Xarão               | MDB          | 48.006  | 1,05%      | Breves                | Pará               |
| Nilton Neves                | PSD          | 47.307  | 1,04%      | Belém                 | Pará               |
| Lu Ogawa                    | PP           | 46.262  | 1,02%      | Barcarena             | Pará               |
| Elias Santiago              | PT           | 44.734  | 0,98%      | Bujaru                | Pará               |
| Maria do Carmo              | PT           | 43.255  | 0,95%      | Santarém              | Pará               |
| Wescley Tomaz               | PSC          | 40.301  | 0,88%      | Ubajara               | Ceará              |
| Josué Paiva                 | Republicanos | 36.874  | 0,81%      | Monte Alegre          | Pará               |
| Fábio Filgueiras            | PSB          | 35.626  | 0,78%      | Belém                 | Pará               |
| Bordalo                     | PT           | 34.238  | 0,75%      | Breves                | Pará               |
| Toni Cunha                  | PSC          | 33.388  | 0,73%      | Marabá                | Pará               |
| Lívia Duarte                | PSOL         | 28.817  | 0,63%      | Belém                 | Pará               |
| Renato Oliveira             | PODE         | 23.230  | 0,51%      | Bragança              | Pará               |
| Aveilton Souza              | PL           | 23.230  | 0,51%      | Marabá                | Pará               |
| Coronel Neil                | PL           | 22.366  | 0,49%      | Belém                 | Pará               |